# 朽木久
朽木 久（くちき ひさし、1937年6月28日 - 2018年3月15日）は、日本生まれでアメリカに在住したフィギュアスケート選手、後にコーチ。
アメリカでは、本名の久（ひさし）が発音しにくいので、サーシ・クチキ（Sashi Kuchiki）と名乗っていた。

## 概要
名古屋に初めて出来たスケートリンクでフィギュアスケートを始め、1955年に全日本フィギュアスケートジュニア選手権で優勝。日本で初めてダブルアクセルを跳んだ。
浅田真央を育てた山田満知子コーチと幼馴染で、ジャンプドクターとして度々来日している。
その際、浅田舞・真央姉妹も指導
アメリカでプロスケーターに転向。アイスカペード（The Ice Capades）で共演したDeniseと結婚した。
2人の娘をフィギュアスケーターに育て、次女のナターシャ・クチキはトッド・サンドとペアで、1991年の世界選手権で3位、全米選手権で1位、1992年のアルベールビルオリンピックで6位となった。
長洲未来がジュニアのときに指導していた。
本人の遺言により、死後、お墓は日本国内に建立された。

## 映画（俳優）
- Reflections on Ice: Michelle Kwan Skates to the Music of Disney's 'Mulan' 1998 / アメリカ
- All-Star Comedy Ice Revue 1978 / アメリカ / テレビスペシャル[4]

## 映画（本人）
- Champions on Ice 1996/アメリカ/テレビ映画
- Ice Capades of 1966 1965/アメリカ/テレビスペシャル[5]